# 무공훈장 (영국)

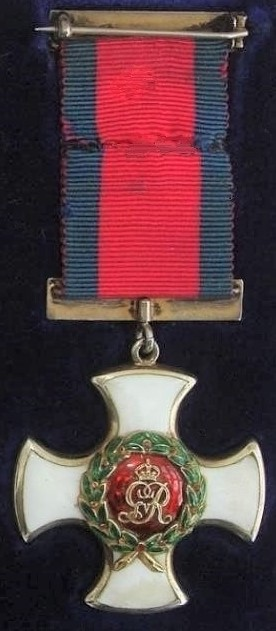

무공훈장(Distinguished Service Order, DSO)은 영국과 영연방의 다른 지역에서 수여하는 훈장으로, 일반적으로 실제 전투에서 활동적인 작전 중 매우 성공적인 지휘와 리더십을 발휘한 용감한 작전에 대해 수여된다. 1993년부터 "현역 작전 중 매우 성공적인 지휘 및 리더십"에 대해 특별히 수여되었으며 모든 직급에 자격이 있다. 영국군 훈장 제도 중 레벨 2A 훈장이다.

## 역사
11월 9일 런던 가제트에 게재된 왕실 영장을 통해 1886년 9월 6일 빅토리아 (영국) 여왕이 제정한 최초의 무공훈장은 1886년 11월 25일에 수여되었다.